# Holiday Cup
La Holiday Cup è una competizione pallanuotistica per squadre nazionali femminili che si tiene negli Stati Uniti dal 1998. L'evento, che in origine si teneva annualmente, è stato modificato nel corso degli anni per venire organizzato nel secondo e terzo anno all'interno di un quadriennio, oltre che venire spostato dal mese di luglio alla stagione invernale, a causa della concomitanza della World League.
Altre novità introdotte nel corso degli anni riguardano l'aumento delle squadre partecipanti (in origine erano solo 4) e l'inclusione di rappresentative europee nel 1999 (Russia e Paesi Bassi).
Nel 2001 fu invitata per la prima volta anche l'Italia, che nell'occasione conquistò la medaglia di bronzo.

## Albo d'oro
| No.  | Anno | Sede                       | Oro         | Argento     | Bronzo      |
| ---- | ---- | -------------------------- | ----------- | ----------- | ----------- |
| I    | 1998 | Los Alamitos ( California) | Australia   | Stati Uniti | Canada      |
| II   | 1999 | Los Alamitos ( California) | Australia   | Canada      | Stati Uniti |
| III  | 2000 | Los Alamitos ( California) | Stati Uniti | Canada      | Australia   |
| IV   | 2001 | Los Alamitos ( California) | Stati Uniti | Canada      | Italia      |
| V    | 2002 | Palo Alto ( California)    | Stati Uniti | Canada      | Brasile     |
| VI   | 2003 | Los Alamitos ( California) | Stati Uniti | Italia      | Canada      |
| VII  | 2004 | La Jolla ( California)     | Stati Uniti | Italia      | Russia      |
| VIII | 2006 | Los Alamitos ( California) | Stati Uniti | Russia      | Australia   |
| IX   | 2007 | Long Beach ( California)   | Italia      | Paesi Bassi | Stati Uniti |

### Medagliere storico
- Aggiornato a Long Beach 2007

| Posizione | Paese       | Oro | Argento | Bronzo | Totale |
| --------- | ----------- | --- | ------- | ------ | ------ |
| 1         | Stati Uniti | 6   | 1       | 2      | 9      |
| 2         | Australia   | 2   | 0       | 2      | 4      |
| 3         | Italia      | 1   | 2       | 1      | 4      |
| 4         | Canada      | 0   | 4       | 2      | 6      |
| 5         | Russia      | 0   | 1       | 1      | 2      |
| 6         | Paesi Bassi | 0   | 1       | 0      | 1      |
| 7         | Brasile     | 0   | 0       | 1      | 1      |